# SMS Tátra
Le SMS Tátra était un destroyer de classe Tátra construit par l'Autriche-Hongrie à partir de 1911. 